# Eriocaulon sclerophyllum
Eriocaulon sclerophyllum là một loài thực vật có hoa trong họ Eriocaulaceae. Loài này được W.L.Ma mô tả khoa học đầu tiên năm 1991.